# Töttelstädt
Töttelstädt, Erfurt-Töttelstädt – dzielnica miasta Erfurt w Niemczech, w kraju związkowym Turyngia.